# Listă de compozitori de muzică cultă: B

## Ba
- Johann Baal (1657 - 1701)
- Kees van Baaren (1906 - 1970)
- Arno Babadschanjan (1921 - 1983)
- Andrej Afanassowitsch Babajew (1923 - 1964)
- Milton Babbitt (n 1916)
- Grażyna Bacewicz (1909 - 1969)
- August Wilhelm Bach (1796 - 1869)
- Carl Philipp Emanuel Bach (1714 - 1788)
- Johann Christian Bach (1735 - 1782)
- Johann Christoph Bach (1642 - 1703)
- Johann Christoph Bach (1645 - 1693)
- Johann Christoph Friedrich Bach (1732 - 1795)
- Johann Ernst Bach (1722 - 1777 )
- Johann Ludwig Bach (1677 - 1731)
- Johann Michael Bach (1648 - 1694)
- Johann Michael Bach (1685 - ??)
- Johann Michael Bach (1745 - după 1780)
- Johann Sebastian Bach (1685 - 1750)
- Wilhelm Friedemann Bach (1710 - 1784)
- Alfred Bachelet (1864 - 1944)
- Sven-Erik Bäck (1919 - 1994)
- Agathe Backer-Grøndahl (1847 - 1907)
- Fridtjof Backer-Grøndahl (1885 - 1959)
- Wilhelm Backhaus (1884 - 1969)
- Johann Georg Heinrich Backofen (1768 - 1830)
- Nicolas Bacri (n 1961)
- Ludovic Bacs (n. 1930)
- Tekla Bądarzewska (1834 - 1861)
- Conrad Baden (1908 - 1989)
- Henk Badings (1907 - 1987)
- Nikolai Badinski (n. 1937)
- Walter Baer (n. 1928)
- Selmar Bagge (1823 - 1896)
- Pierre Baillot (1771 - 1842)
- Simon Bainbridge (n. 1952)
- William Baines (1899 - 1922)
- Tadeusz Baird (1928 - 1981)
- Benjamin Franklin Baker (1811 - 1889)
- Valentin Bakfark (1507 - 1576)
- Leonardo Balada (n. 1933)
- Osvaldas Balakauskas (n. 1937)
- Mili Balakirev (1837 - 1910)
- Andrej Balantschiwadse (1906 - 1992)
- Sergei Balassanian (1902 - 1982)
- Jan Balatka (1825 - 1899)
- Claude Balbastre (1727 - 1797)
- Michael Balfe (1808 - 1870)
- George Balint (n.1961)
- Nicholas George Juluis Ballanta (1893 - 1962)
- Claude Ballif (1924 - 2004)
- Thomas Baltzar (cca. 1630 - 1663)
- Kazys Viktoras Banaitis (1896 - 1963)
- Adriano Banchieri (1568 - 1634)
- Alain Bancquart (n. 1934)
- Jovan Bandur (1899 - 1956)
- Don Banks (1923 - 1980)
- Harry Bannink
- Granville Bantock (1868 - 1946)
- Marino Baratello (n. 1951)
- George Barati (1913 - 1996)
- Helmut Barbe (n. 1927)
- Samuel Barber (1910 - 1981)
- Jacob Barbireau (1455/56 - 1491)
- Francisco Asenjo Barbieri (1823 - 1894)
- Filaret Barbu (1903-1984)
- Lajos Bárdos (1899 - 1986)
- Woldemar Bargiel (1828 - 1897)
- Vytautas Barkauskas (n. 1931)
- Ernst Gottlieb Baron (1696 - 1760)
- Elsa Barraine (1910 - 1999)
- Jean Barraqué (1928 - 1973)
- Henry Barraud (1900 - 1997)
- Enrique Soro Barriga (1884 - 1954)
- Sergio Fernández Barroso (n. 1946)
- Gerald Barry (n. 1952)
- Francesco Barsanti (~1690 - după 1750)
- Rudolf Barșai (n. 1924)
- Josef Bárta (1744 - 1787)
- Lubor Bárta (1928 - 1972)
- Hans-Christian Bartel (n. 1932)
- Woldemar Bartmuß
- Béla Bartók (1881 - 1945)
- Bruno Bartolozzi (1911 - 1980)
- Domenico Bartolucci (n. 1917)
- Hanuš Bartoň (n. 1960)
- Jan Zdeněk Bartoš (1908 - 1981)
- Carmen Petra Basacopol (n. 1926)
- Leonid Bashmakov (n. 1927)
- Giovanni Bassani (n. 1647 - 1716)
- Orazio Bassani (1550 - 1615)
- Johannes Gijsbertus Bastiaans (1812 - 1875)
- Yves Baudrier (1906 - 1988)
- Alfred Baum (1904 - 1993)
- Max Baumann (1917 - 1999)
- Alexander Gottlieb Baumgarten (1714 - 1762)
- Jürg Baur (n. 1918)
- Dietrich von Bausznern (1928 - 1980)
- Waldemar von Bausznern (1866 - 1931)
- Arnold Bax (1883 - 1953)
- Josef Bayer (1852 - 1913)
- François Bayle (n. 1932)
- François Bazin (1816 - 1878)

## Be
- Amy Beach (1867 - 1944)
- Sally Beamish (n. 1956)
- Jean-Jacques Beauvarlet-Charpentier (1734 - 1794)
- Giuseppe Becce (1887 - 1973)
- Gustavo Becerra-Schmidt (n. 1925 - 2010)
- Conrad Beck (1901 - 1989)
- Franz Ignaz Beck (1734 - 1809)
- Dietrich Becker (1623 - 1679)
- Günter Becker (n. 1924)
- Alfred von Beckerath (1901 - 1978)
- David Bedford (n. 1937)
- Ignaz von Beecke (1733 - 1803)
- Johann Beer (1655 - 1700)
- Anton Beer-Walbrunn (1864 - 1929)
- Jack Beeson (n. 1921)
- Ludwig van Beethoven (1770 - 1827)
- Ján Levoslav Bella (1843 - 1936)
- Heinrich Bellermann (1832 - 1903)
- Vincenzo Bellini (1801 - 1835)
- Giovanni Paolo Bellinzani (~1690 - 1757)
- Carl Michael Bellman (1740 -1795)
- Nicolae Beloiu (n. 1927)
- Ralph Benatzky (1884 - 1957)
- Franz Benda (1709 - 1786)
- Georg Anton Benda (1722 - 1795)
- Johann Jacob Bendeler(d. 1720)
- Viktor Bendix (1851 - 1926)
- Karel Bendl (1838 - 1897)
- Julius Benedict (1804 - 1885)
- Juraj Beneš (1940 - 2004)
- Orazio Benevoli (1605 - 1672)
- Gustaf Bengtsson (1886 - 1965)
- Xavier Benguerel (n. 1931)
- Paul Ben-Haim (1897 - 1984)
- Arthur Benjamin (1893 - 1960)
- George Benjamin (n. 1960)
- Heinz Benker (n. 1921)
- Richard Rodney Bennett (n. 1936)
- Robert Russell Bennett (1894 - 1981)
- William Sterndale Bennett (1816 - 1875)
- François Benoist (1794 - 1878)
- Peter Benoît (1834 - 1901)
- Dom Paul Benoît (1893 - 1979)
- Pascal Bentoiu (n. 1927)
- Jørgen Bentzon (1897 - 1951)
- Niels Viggo Bentzon (1919 - 2000)
- Johann Baptist Benz (1807 - 1880)
- Benoit Tranquille Berbiguier (1782 - 1838)
- Alban Berg (1885 - 1935)
- Gunnar Berg (1909 - 1988)
- Jean Berger (1909 - 2002)
- Josef Berg (1927 - 1971)
- Natanael Berg (1879 - 1957)
- Arthur Berger (1912 - 2003)
- Ludwig Berger (1777 - 1839)
- Roman Berger (n. 1930)
- Theodor Berger (1905 - 1992)
- Wilhelm Berger (1861 - 1911)
- Wilhelm Georg Berger (1929 - 1993)
- Erik Bergman (n. 1911)
- William Bergsma (1921 - 1994)
- Luciano Berio (1925 - 2003)
- Charles Auguste de Bériot (1802 - 1870)
- Lennox Berkeley (1903 - 1989)
- Hector Berlioz (1803 - 1869)
- Bart Berman (n. 1938)
- Ercole Bernabei (1622 - 1687)
- Giuseppe Antonio Bernabei (1649 - 1732)
- Miguel Bernal Jiménez (1910 - 1956)
- Carmelo Bernaola (n. 1929)
- Lord Berners (1883 - 1950)
- Christoph Bernhard (1628 - 1692)
- Elmer Bernstein (1922 - 2004
- Leonard Bernstein (1918 - 1990)
- Blagoje Bersa (1873 - 1934)
- Antonio Bertali (1605 - 1669)
- Heinrich Berté (1857 - 1924)
- Henri Bertini (1798 - 1876)
- Mario Bertoncini (n. 1932)
- Ferdinando Bertoni (1725 - 1813)
- Franz Berwald (1796 - 1868)
- Alessandro Besozzi (1702 - 1793)
- Frank Michael Beyer (n. 1928)

## Bi
- Günter Bialas (1907 - 1995)
- Adolphe Biarent (1871 - 1916)
- Antonio Bibalo (n. 1922)
- Heinrich Ignaz Franz Biber (1644 - 1704)
- Diogenio Bigaglia (1676 - 1745)
- Gilles Binchois (~ 1400 - 1460)
- Georges Bingham (ca. 1700)
- Jean Binet (1893 - 1960)
- Johann Adam Birckenstock (1687 - 1733)
- Jörg Birkenkötter (n. 1963)
- Harrison Birtwistle (n. 1934)
- Henry Rowley Bishop (1786 - 1855)
- Julius Bittner (1874 - 1939)
- Georges Bizet (1838 - 1875)

## Bj
- Bruno Bjelinski (n. 1909)
- Staffan Björklund (n. 1944)

## Bl
- Boris Blacher (1903 - 1975)
- David Blake (n. 1936)
- Manuel Blancafort (1897 - 1987)
- Matwei Blanter (1903 - 1990)
- Oskar Gottlieb Blarr (n. 1934)
- Pavel Blatny´ (n. 1931)
- Michel Blavet (1700 - 1768)
- Leo Blech (1871 - 1958)
- Herbert Blendinger (n. 1936)
- Karl Bleyle (1880 - 1969)
- Arthur Bliss (1891 - 1975)
- Marc Blitzstein (1905 - 1964)
- Augustyn Bloch (n. 1929)
- Ernest Bloch (1880 - 1959)
- Waldemar Bloch (1906 - 1984)
- Jan Blockx (1851 - 1912)
- Vilém Blodek (1834 - 1874)
- Karl-Birger Blomdahl (1916 - 1968)
- John Blow (1649 - 1708)
- Robert Blum (1900 - 1994)
- Felix Blumenfeld (1863 - 1931)
- Theodor Blumer (1881 - 1964)

## Bo
- Luigi Boccherini (1743 - 1805)
- Robert Nicolas-Charles Bochsa (1789 - 1856)
- Alfred Böckmann (1905 - 1997)
- Eugen Bodart (1905 - 1981)
- Erhard Bodenschatz (1576 - 1636)
- Sebastian Bodinus (1700 - 1760)
- Sylvie Bodorová (n. 1954)
- August de Boeck (1865 - 1937)
- Theobald Boehm (1794 - 1881)
- Konrad Boehmer (n. 1941)
- Léon Boëllmann (1862 - 1897)
- Alexandre-Pierre-François Boëly (1785 - 1858)
- Jan Boerman (n. 1923)
- Felipe Boero (1884 - 1958)
- Philippe Boesmans (n. 1936)
- Anatoli Bogatyrjow (n. 1913)
- Nikita Bogoslowski (1913 - 2004)
- Georg Böhm (1661 - 1733)
- Johann Ludwig Böhner (1787 - 1860)
- Emil Bohnke (1888 - 1928)
- François-Adrien Boïeldieu (1775 - 1834)
- Rostislaw Boiko (n. 1931)
- Rob du Bois (n. 1934)
- Joseph Bodin de Boismortier (1689 - 1755)
- Arrigo Boito (1842 - 1918)
- William Bolcom (n. 1938)
- Laci Boldemann (1921 - 1969)
- Per Conrad Boman (1804 - 1861)
- João Domingos Bomtempo (1775 - 1842)
- Emmanuel Bondeville (1898 - 1987)
- Jacques Bondon (n. 1927)
- Antonio Maria Bononcini (1677 - 1726)
- Giovanni Battista Bononcini (1670 - 1747)
- Giovanni Maria Bononcini (1642 - 1678)
- Francesco Antonio Bonporti (1672 - 1748)
- Giovanni Andrea Bontempi (~1624 - 1705)
- Edmund von Borck (1906 - 1944)
- Hjalmar Borgstrøm (1864 - 1925)
- Pavel Bořkovec (1894 - 1972)
- Helmut Bornefeld (1906 - 1990)
- Alexandr Porfirievici Borodin (1833 - 1887)
- Hakon Børresen (1876 - 1954)
- Siegfried Borris (1906 - 1987)
- Sergej Bortkiewicz (1877 - 1952)
- Dimitri Bortnjansky (1751 - 1825)
- Mauro Bortolotti (n. 1926)
- Daniel Börtz (n. 1943)
- Axel Borup-Jørgensen (n. 1924)
- Hans-Jürgen von Bose (n. 1953)
- Henriette Bosmans (1895 - 1952)
- Marco Enrico Bossi (1861- 1925)
- Renzo Bossi (1883 - 1965)
- Giovanni Bottesini (1821 - 1889)
- André Boucourechliev (1925 - 1997)
- Rutland Boughton (1878 - 1960)
- Ernest Boulanger (1815 - 1900).
- Lili Boulanger (1893 - 1918)
- Nadia Boulanger (1887 - 1979)
- Pierre Boulez (n. 1925)
- Denys Bouliane (n. 1955)
- Louis-Albert Bourgault-Ducoudray (1840 - 1910)
- Francis de Bourguignon (1890 - 1961)
- York Bowen (1884 - 1961)
- Paul Bowles (1910 - 1999)
- William Boyce (1710 - 1779)
- Brian Boydell (1917 - 2000)
- Attila Bozaly (n. 1939)
- Eugène Bozza (1905 - 1991)

## Br
- William Brade (1560 - 1630)
- Joly Braga Santos (1924 - 1988)
- Johannes Brahms (1833 - 1897)
- Joseph Brambach (1833-1902)
- Max Brand (1896 - 1980)
- Theo Brandmüller (n. 1948)
- Jan Brandts Buys (1868 - 1933)
- Nicolae Brânduș (n. 1935)
- Nicolae Brânzeu (1907 - 1983)
- Henry Brant (n. 1913)
- Jobst Brant (1517 - 1570)
- Johannes Brassart (~1400/1410 - după 1445)
- Henning Brauel (n. 1940)
- Peter Michael Braun (n. 1936)
- Walter Braunfels (1882 - 1954)
- Helmut Bräutigam (1914 - 1942)
- Anthony Braxton (n. 1945)
- Reiner Bredemeyer (1929 - 1995)
- Mihai Brediceanu (1920 - 2005)
- Tiberiu Brediceanu (1877 - 1968)
- Johannes Bernardus van Bree (1801 - 1857)
- Hans Brehme (1904 - 1957)
- Eduard Brendler (1800 - 1831)
- Uri Brener (n. 1974)
- Giuseppe Antonio Brescianello (1690 - 1757)
- Cesar Bresgen (1913 - 1988)
- Emil Breslauer (1836 - 1899)
- Nicolae Bretan (1887 - 1968)
- Tomás Bretón (1850 - 1923)
- Jolyon Brettingham Smith (n. 1949)
- Jean-Baptiste Breval (1753 - 1823)
- Havergal Brian (1876 - 1972)
- Giulio Briccialdi (1818 - 1881)
- Frank Bridge (1879 - 1941)
- Wolfgang Carl Briegel (1626 - 1712)
- Reginald Smith Brindle (1917 - 2003)
- George Frederick Bristow (1825 - 1898)
- Benjamin Britten (1913 - 1976)
- František Xaver Brixi (1732 - 1771)
- Gabriel Brnčić Isaza (n. 1942)
- Max Brod (1884 - 1968)
- Herman Broekhuizen (n. 1922)
- Sten Broman (1920 - 1983)
- Carel Brons (1931 - 1983)
- Hans Bronsart von Schellendorf (1830 - 1913)
- Sébastien de Brossard (1655 - 1730)
- Leo Brouwer (n. 1939)
- Earle Brown (n. 1926)
- Max Bruch (1838 - 1920)
- Arnold von Bruck (~1490 - 1554)
- Anton Bruckner (1824 - 1896)
- Nicolaus Bruhns (1665 - 1697)
- Ignaz Brüll (1846 - 1907)
- Antoine Brumel (~1460 - după 1520)
- Fritz Brun (1878 - 1959)
- Herbert Brün (1918 - 2000)
- Arnold Melchior Brunckhorst (1670 - 1730)
- Alfred Bruneau (1857 - 1934)
- Gaetano Brunetti (1744 - 1798)
- Adolf Brunner (1901 - 1992)
- Victor Bruns (1904 - 1996)
- Bjarne Brustad (1895 - 1978)
- Ton Bruynèl (n. 1934)
- Joanna Bruzdowicz (n. 1943)
- Gavin Bryars (n. 1943)

## Bu
- Hans Buchner (1483 - 1538)
- Gunnar Bucht (n. 1927)
- Fritz Büchtger (1903 - 1978)
- Nikolai Budaschkin (1910 - 1988)
- Dumitru Bughici (n. 1921)
- John Bull (~1562 - 1628)
- Ole Bull (1810 - 1880)
- John Buller (1927 - 2004)
- Hans Guido von Bülow (1830 - 1894)
- August Bungert (1845 - 1915)
- Giovanni Battista Buonamente (~1625)
- Joachim a Burck (1546 - 1610)
- Jakob Burckhardt (1818 - 1897)
- Hans Georg Burghardt (n. 1909)
- Jarmil Burghauser (1921 - 1997)
- Norbert Burgmüller (1810 - 1836)
- Geoffrey Burgon (n. 1941)
- Emil František Burian (1904 - 1959)
- Paul Burkhard (1911- 1977)
- Willy Burkhard (1900 - 1955)
- Francis Burt (n. 1926)
- Alan Bush (1900 - 1995)
- Geoffrey Bush (1920 - 1998)
- Antoine Busnoys (~1430 - 1492)
- Ferruccio Busoni (1866 - 1924)
- Sylvano Bussotti (n. 1931)
- Charles Buterne (~ 1710 - ~ 1760)
- George Butterworth (1885 - 1916)
- Max Butting (1888 - 1976)
- Dietrich Buxtehude (1637 - 1707)

## By
- William Byrd (1543 - 1623)
- Oscar Byström (1821 - 1909)